# ماسایوکی آکه‌هی
ماسایوکی آکه‌هی (انگلیسی: Masayuki Akehi؛ زادهٔ ۱۷ مارس ۱۹۳۷) کارگردان فیلم اهل ژاپن است.